# Phyllocycla uniforma
Phyllocycla uniforma là loài chuồn chuồn trong họ Gomphidae. Loài này được Dunkle mô tả khoa học đầu tiên năm 1987.